# Romance sans paroles op. 56 de Bonis
Pour les articles homonymes, voir Romances sans paroles.
La Romance sans paroles, op. 56, est une œuvre de la compositrice Mel Bonis, datant de 1905.

## Composition
Mel Bonis compose sa Romance sans paroles en sol bémol majeur pour piano en 1905. L'œuvre, dédiée à Mme Gayrard Pacini, est publiée aux éditions Lemoine la même année. Elle est rééditée en 1993 par la même maison d'édition, puis en 2004 par les éditions Furore.

## Analyse
La Romance sans paroles, bien que courte, est classée par Christine Géliot dans la catégorie des « Pièces de concert » pour piano seul. Dans cette pièce, la mélodie se partage entre les deux mains dans un enchevêtrement de chants et de contre-chants, le tout soutenu par un tapis d'arpèges, de plus en plus savantes.

## Edition disponible
- Romance sans paroles, éd. Henri Lemoine, 1905 ;
- Œuvres pour piano, volume 4, pièces de concert, éd. Furore, 2004.

## Discographie
- L'ange gardien, par Laurent Martin (piano), Ligia Digital LIDI 01033181-07, 2007 (OCLC 884450880)
- Regards : œuvres choisies de Mel Bonis, par Cécile Chaminade, Clara Schumann, Marianna von Martinez - Didier Castell-Jacomin (piano), Continuo Classics/Integral classic INT 221.250, 2011 (OCLC 929671250)
- Myriam Barbaux-Cohen (piano) et Mel Bonis, Mémoires d'une femme, Ars Produktion, janvier 2022. (EAN 4260052383490)